# 2506 Pirogov
2506 Pirogov (1976 QG1) là một tiểu hành tinh vành đai chính được phát hiện ngày 26 tháng 8 năm 1976 bởi N. Chernykh ở Nauchnyj.